# Fitra
In lingua araba, la parola fiṭra (in arabo فطرة‎?)  vale 'disposizione', 'natura', 'costituzione' o 'istinto'; in un contesto mistico, può significare 'intuizione' o 'perspicacia'.
Secondo la teologia islamica, gli esseri umani nascono con una conoscenza innata del tawḥīd, racchiuso nel fiṭra insieme all'intelligenza, l'iḥsān e tutti gli altri attributi propri di ogni essere umano. Per tale ragione, riferendosi a quanti abbracciano l'Islam, alcuni musulmani preferiscono parlare di 'ritorno' (allo stato di purezza originario) più che di conversione.